# Château de Lituanie
Le château de Lituanie (en russe : Литовский замок) est une ancienne prison de la ville de Saint-Pétersbourg, dans le district de Kolomna, à l'intersection de la rivière Moïka et du canal Krioukov en face de l'île de Nouvelle-Hollande. Il se trouvait dans le passage qui, en 1844, était appelé rue de la Prison, puis, en 1919, ruelle Matveïev,. Son nom lui vient du bataillon de mousquetaires lituaniens qui y a été caserné en 1801. Le château a été fortement dévasté durant la Révolution de Février 1917. En 1929-1930, la décision de détruire le château a été prise et exécutée par les autorités de la ville. Grâce à la peinture et à la littérature, il reste dans la mémoire des habitants de Saint-Pétersbourg.

## Histoire
Le bâtiment du château de Lituanie a été construit sur un terrain qui appartenait en 1738, selon les plans, à Anna Bestoujeva-Rioumina (ru), petite fille du boyard Ivan Golovkine, oncle de la mère de Pierre Ier le Grand et fille cadette du chancelier Gavriil Golovkine. Après avoir épousé le comte Bestoujev-Rioumine (ru), elle est impliquée dans le complot des Botta-Lopoukhine contre l'impératrice Elisabeth Petrovna ; elle est torturée, condamnée à mort (peine modifiée finalement en exil), flagellée, et a la langue coupée. Dans les notes sur le plan de Saint-Pétersbourg du XVIIIe siècle, à l'emplacement de la parcelle, se trouvait en 1779, la datcha de l'historien et franc-maçon Ivan Elaguine.
Le plan original du bâtiment se présentait comme un ensemble à cinq pans de murs de longueurs inégales ceinturé de tours aux différents angles. La construction est mise en œuvre en 1782-1787 selon le projet de l'architecte Ivan Starov, maître réputé du classicisme,,. Une description de ce château est conservée. Elle a été réalisée par l'ethnographe, médecin et voyageur Johann Gottlieb Georgi : « Le château-prison nouvellement construit, terminé en 1787, est encore sans église consacrée. Il occupe le coin gauche, où se trouve la Moïka et le canal Nikolski, et se présente comme un pentagone de forme irrégulière à deux niveaux, avec des murs en pierre très épais, des portes de fer et les façades extérieures sans fenêtres. En largeur il n'y a qu'une seule rangée de cellules avec une marche devant chacune d'elles. Les cellules et les fenêtres sont de tailles variables. Toutes les fenêtres sont hautes et tournées vers la cour.... Aux cinq angles de l'édifice se trouve une grande coupole, qui sert de cellier. La cour a 6 mètres de large et est utilisée pour que les détenus puissent prendre l'air pur. »
Selon G. Zouïev, en 1797, le château abritait le régiment de cavalerie, puis le régiment des mousquetaires devenu bataillon Semionovski. Selon le collaborateur de l'Institut d'histoire de la culture matérielle de l'Académie des sciences de Russie, M. Iouchkovoï, en 1797, a été transféré dans ce bâtiment le bataillon du sénat, devenu, en 1801, le régiment des mousquetaires lituaniens. C'est ce bataillon qui a donné son nom au château.

En 1820, sur proposition du gouverneur général militaire de Saint-Pétersbourg, le château est transféré à la douma de la ville pour qu'elle y installe une prison. En 1820, l'architecte Joseph-Jean Charlemagne, élève de l'architecte écossais Charles Cameron, propose de préparer un projet de prison suivant des nouveaux modèles anglais. Joseph-Jean Charlemagne prépare deux projets dont aucun n'a été mis en œuvre. 

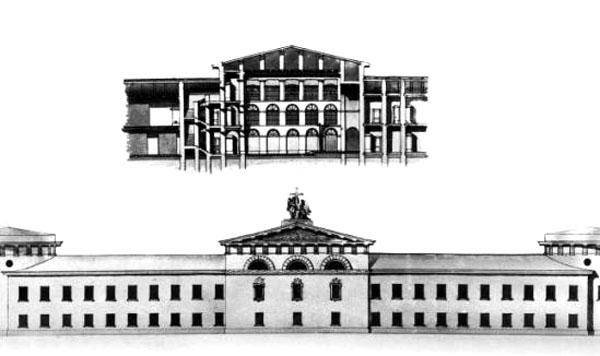
J. J. Charlemagne. Projet de château de Lituanie. 1823

En 1822, en raison de la surpopulation de la prison de la ville de Saint-Pétersbourg, Alexandre Ier ordonne la transformation de la caserne de Lituanie en prison. Joseph-Jean Charlemagne prépare les plans d'un nouveau projet à cette fin.
Le projet de Joseph-Jean Charlemagne prévoit de conserver la structure originelle réalisée suivant les plans d'Ivan Starov, mais de donner une nouvelle configuration et une façade de style empire. À cette fin, avec la collaboration de l'architecte P. S Plavov, il décide d'ajouter un fronton triangulaire du côté de la façade de la rue des Décembristes (anciennement, de 1774 à 1918, rue des Officiers) au sommet duquel il installe une croix, soutenue par deux statues d'anges réalisées en pierre par le sculpteur S. S. Pimenov. De hautes fenêtres sont découpées dans le murs, cinq anciennes tours sont démontées, à la place desquelles deux nouvelles tours d'angles sont construites. La partie du bâtiment donnant sur la Moïka était aussi encadrée de deux tours d'angle. L'une des deux était reliée à la Moïka par un puits. En outre, les couloirs du côté de la cour ont été reconstruits, plusieurs toilettes ont été aménagées, les cellules ont également été réaménagées. Dans la tour avant, donnant sur le pont de Lituanie (ru) (aujourd'hui appelé pont de Matveïev), ont été aménagées de lourdes portes basses, sur lesquelles a été apposé un panneau noir avec l'inscription Château de la Prison. L'architecte a également préparé le projet d'aménagement intérieur d'une église dans la prison. En 1826, l'église orthodoxe a été consacrée au nom du Sauveur (Spaskaïa). Au XIXe siècle, il existait également une mosquée, une église catholique et un temple luthérien dans la prison,.

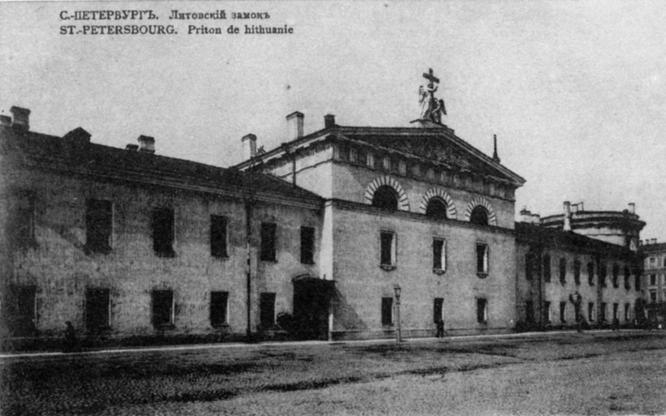
Château de Lituanie du côté de la rue des Décembristes (anciennement rue des Officiers). Début XXe siècle.

La prison de la ville comprenait 103 cellules et était divisée en 10 sections isolées en fonction de la nature des infractions pénales commises par les prisonniers. Il était prévu d'accueillir jusqu'à 600 détenus. Dans les années 1860, le château de Lituanie était surpeuplé et abritait entre 800 et 810 prisonniers. Dans les années qui ont suivi la réforme agricole de 1861, le nombre de prisonniers dépassait les 900 personnes à 1 000 personnes. Sur deux niveaux, se retrouvaient des assassins, des voleurs, des escrocs, des suspects (séparés des condamnés), des vagabonds, des sans-papiers, des sans scrupules (marchands, bourgeois et étrangers). La couleur différente des cols des vestes des détenus (bleu, jaune, rouge, mauve, noir, vert) indiquait l'appartenance des détenus à tel ou tel département,. Peu à peu, cette obligation de couleur différente des cols a cessé d'être respectée et est tombée en désuétude dans les années 1860.
En 1823, le château de Lituanie a été rebaptisé Prison de Saint-Pétersbourg et a été inclus dans l'appareil général des prisons. Dans ce château pouvaient se trouver des enquêteurs, des prévenus, des mineurs, des hommes, des femmes et leurs enfants. Et aussi des condamnés, des fugitifs et des exilés, qui avaient fait l'objet d'une arrestation administrative, des débiteurs défaillants. En 1884, le château de Lituanie est transformé en prison correctionnelle. Dans la seconde moitié du XIXe siècle, les détenus politiques ont été détenus ensemble avec des détenus de droit commun au château de Lituanie. Parmi ceux-ci, des condamnés lors du procès qui a suivi le meurtre de l'étudiant Ivanov (ru). Au début du XXe siècle, ont été emprisonnés au château de Lituanie, des membres de mouvements ouvriers dont ceux de la grève et de défense de l'aciérie Oboukhov (ru) en mai 1901.
En 1841-1849, le château a été reconstruit selon le projet de F. Haberzettel : au-dessus du premier étage, face à la ruelle de la Prison, un deuxième étage a été construit.
En 1883-1884, le bâtiment a une nouvelle fois été transformé selon le projet de Karl Reimers (ru).

### Révolution de Février1917
Le 27 février 1917 (12 mars), vers 6 heures du matin, les marins de l'équipage de la 8e flotte, stationnés dans la caserne navale de Krioukov, ensemble avec des travailleurs des entreprises de constructions navales, se sont emparés du château de Lituanie. Tous les prisonniers, y compris les droits communs criminels, ont été libérés. Les prisonniers politiques ont rejoint les insurgés et ont formé une colonne de manifestants brandissant des drapeaux rouges. Les murs noircis du château sont toutefois restés debout durant quelques années encore.

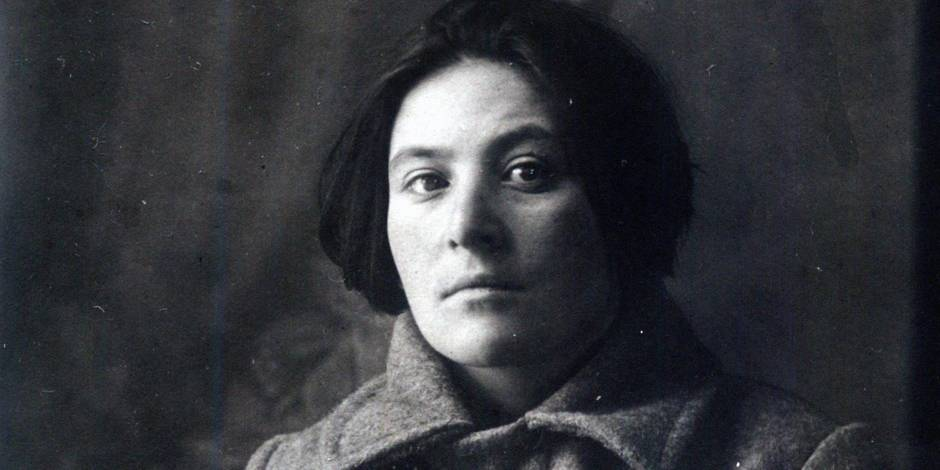
Evguénia Iaroslavskaïa-Markon

Dans son autobiographie intitulée Révoltée, Evguénia Iaroslavskaïa-Markon écrit :

« Devant la forteresse Litovski d'où la veille déjà, on avait libéré tous les détenus politiques, […] un bout de papier s'envola d'une fenêtre d'en haut de la prison et se posa à terre. Le billet disait : « Tous les surveillants ont fichu le camp… Voici deux jours qu'on n'a rien à manger… Aidez-nous, délivrez-nous ! » … Je courus aussitôt chercher de l'aide au comité de quartier. On me répondit  qu'on avait déjà libéré les prisonniers politiques, mais qu'on ne pouvait libérer les droit-commun. Je me précipitai alors aux casernes et j'en appelai aux soldats. Peu de temps après, les soldats défoncèrent à coups de mitraille le portail de la forteresse, et nous nous ruâmes en foule à l'intérieur … »

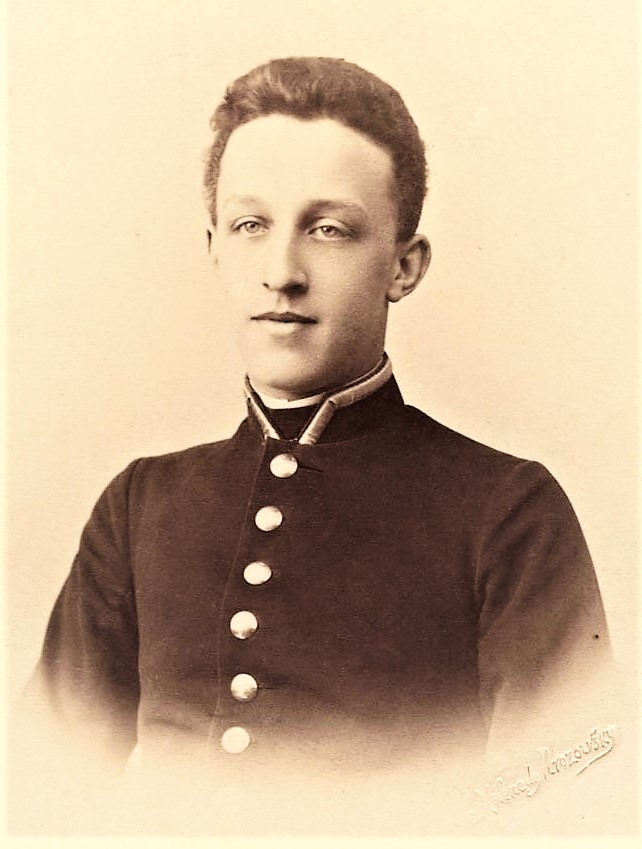
Le poète Alexandre Blok en 1898

Alexandre Blok a passé les neuf dernières années de sa vie, de 1912 à 1921 au numéro 57 de la rue des Décembristes (anciennement rue des Officiers). Son appartement donnait sur l'ouest en direction du golfe de Finlande. Il est situé à 150 m du Château de Lituanie. Depuis le 25 novembre 1980, un musée consacré à sa vie a été ouvert dans cet immeuble
Alexandre Blok écrit à sa mère le 23 mars 1917 : 

« Le château de Lituanie et le tribunal de district ont été incendiés. La beauté de leurs façades léchées par les flammes saute aux yeux, toute l'abomination qui les a déshonorées à l'intérieur de leurs murs a été brûlée »

### Démolition
En 1929, la décision est prise de démolir le château et la démolition est réalisée en 1929-1930. Sur ses solides et massives fondations, un complexe résidentiel (maison no 29 et 29A) est construit, suivant les projets des architectes soviétiques, à destination du personnel des usines de l'Amirauté et de la Baltique. En 1930, les architectes I. Mirzon et I. Roubintchik ont construit un bâtiment imposant dont la façade fait face à la rue des Décembristes (anciennement des Officiers). C'est une des premières kommounalka avec partage des services domestiques. En 1934, suivant le projet de l'architecte Hyppolite Pretro (ru), la partie gauche se voit adjoindre un complexe de six étages et la partie droite n'a été achevée qu'en 1950 ,.

## Photographies du château

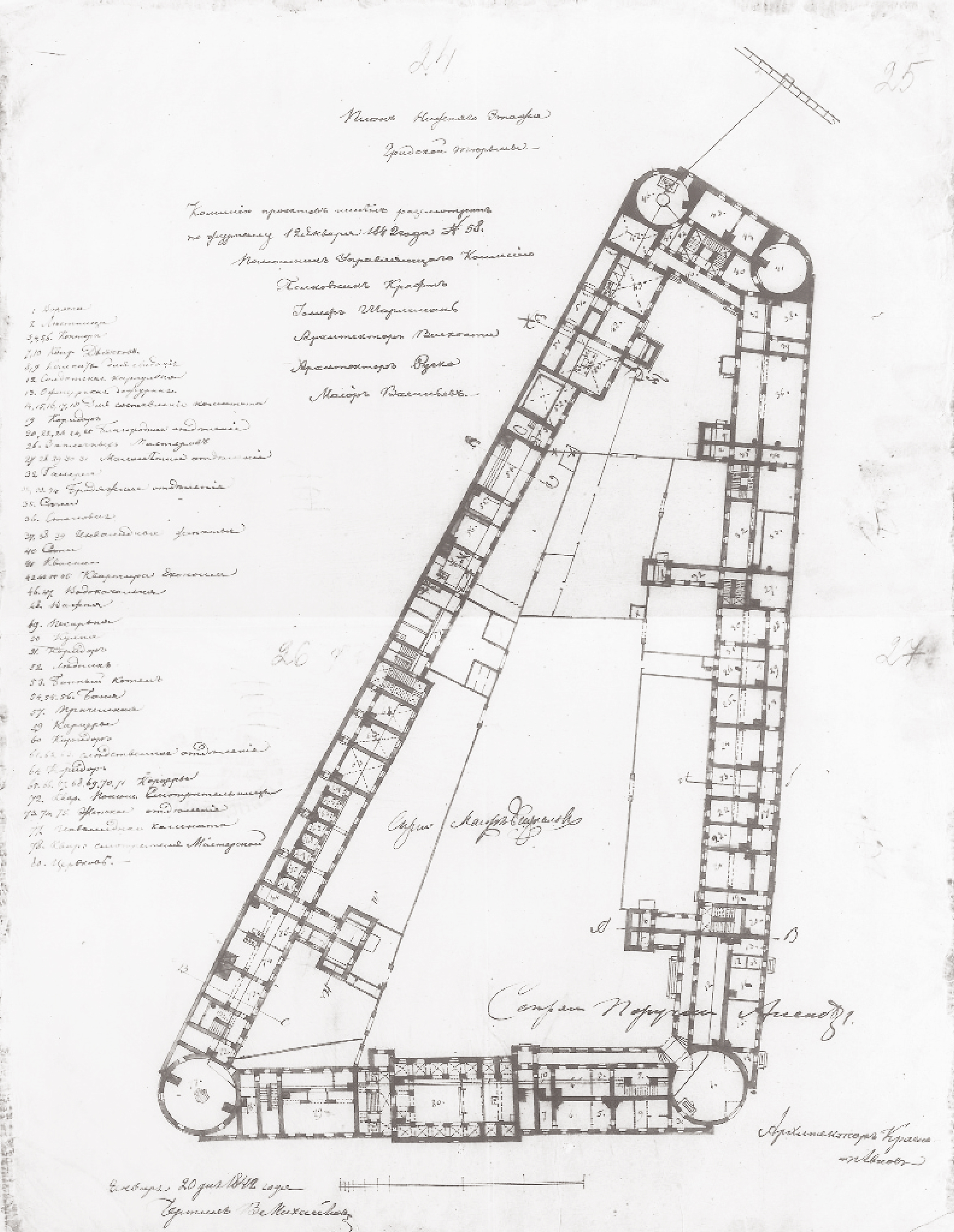
Plan du rez-de-chaussée du château. 1842.
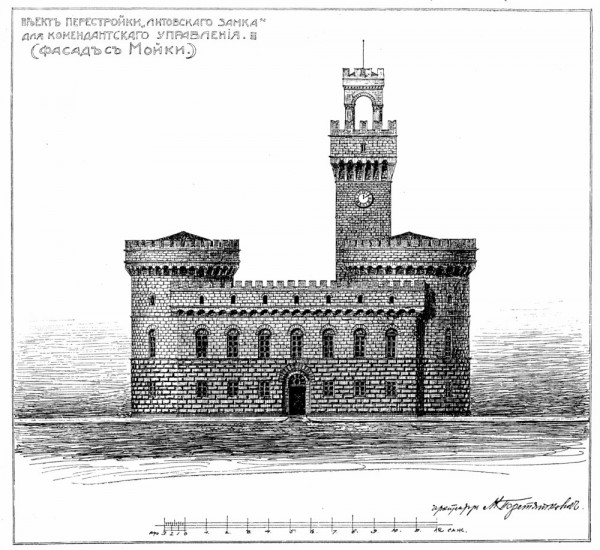
Projet non réalisé de transformation du château de Lituanie par l'architecte Marian Peretiatkovitch (en). 1911.
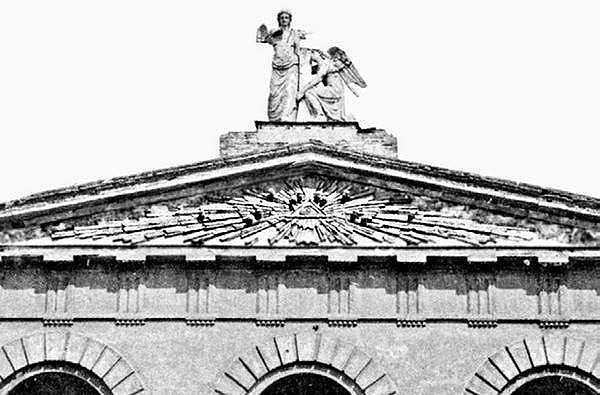
Partie du fronton du château. 1927.
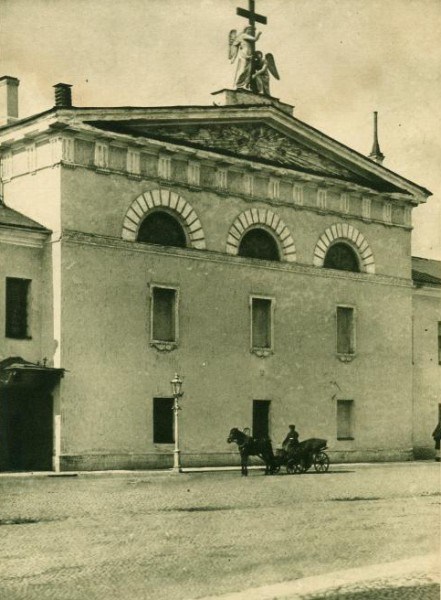
Façade centrale du château du côté de la Rue des Décembristes (anciennement rue de l'Officier). Début du XXe siècle.
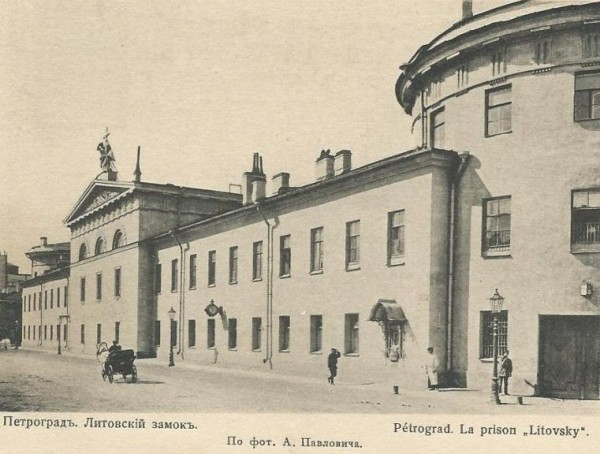
Château de Lituanie. Avant 1917.
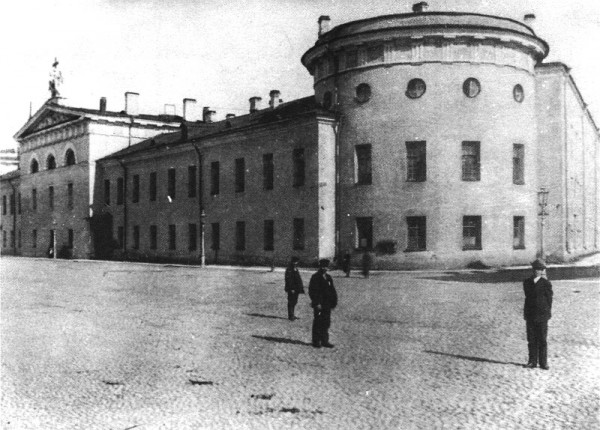
Château de Lituanie du côté de la Rue des Décembristes(anciennement de l'Officier) et du canal Krioukov. Début du XXe siècle.
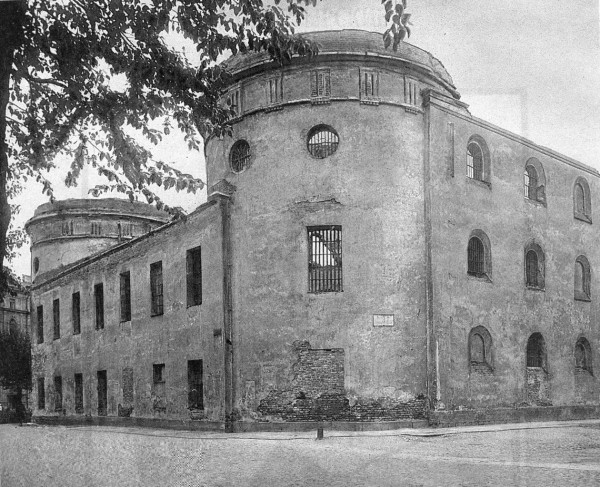
Angle nord-ouest et tour du château de Lituanie du côté de la Moïka. Début des années 1920.
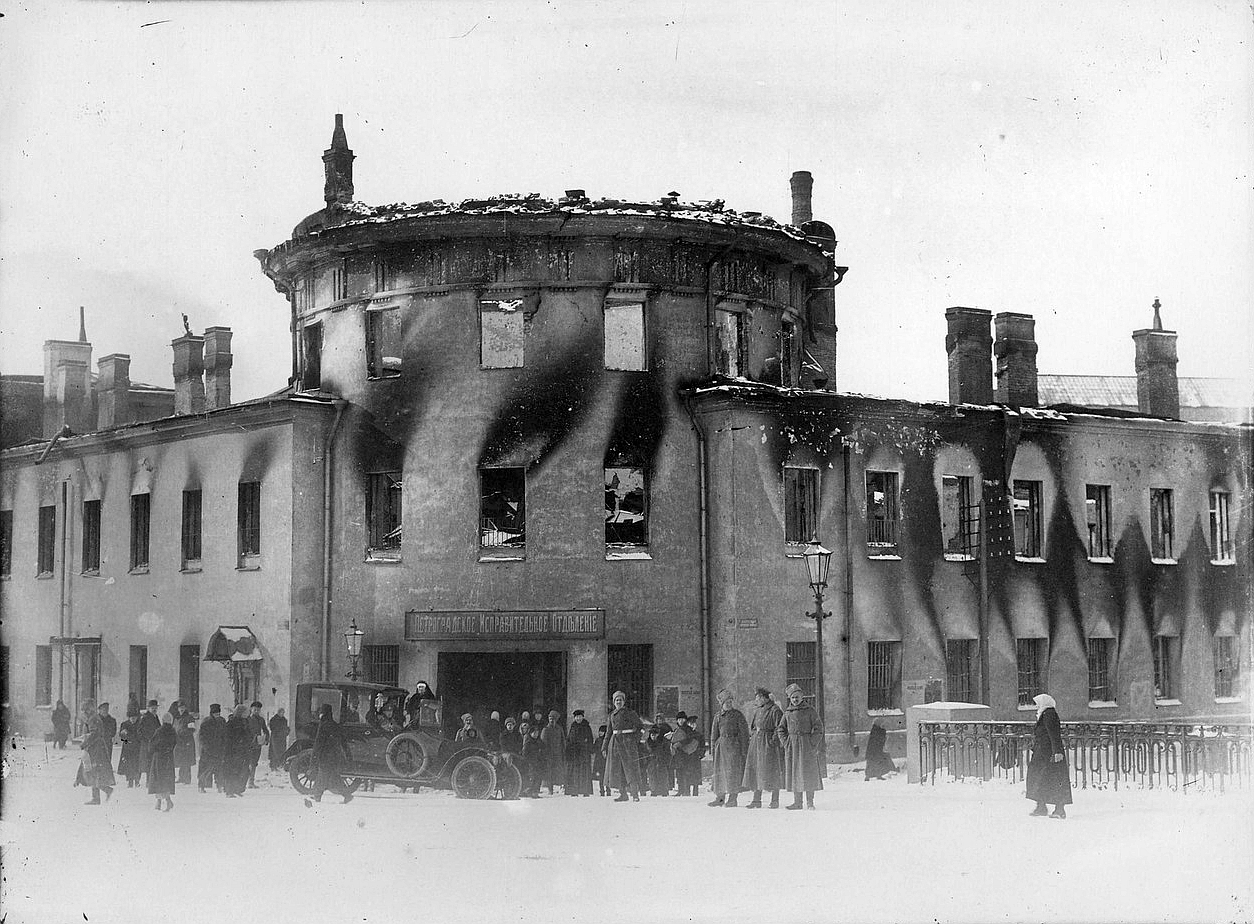
Devant le château incendié du côté du pont des Décembristes (anciennement de l'Officier). Après 1917.
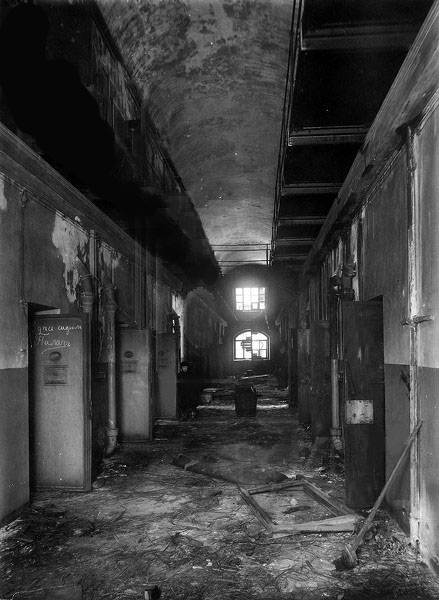
À l'intérieur du château de Lituanie durant les premiers jours de février 1917.
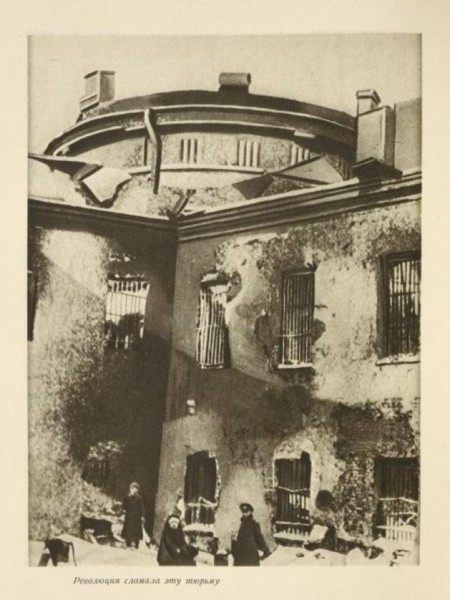
« La Révolution a détruit cette prison ». Après 1917.
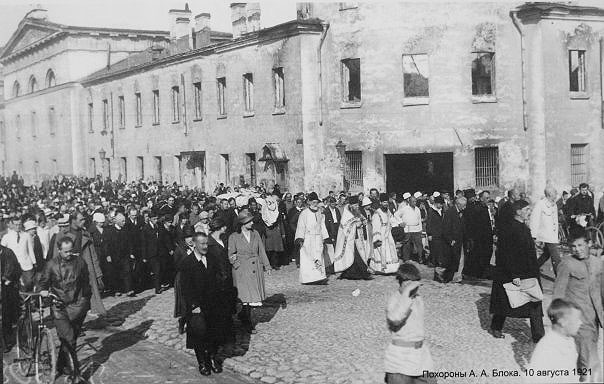
Funérailles d'Alexandre Blok : procession rue des Décembristes. 10 août 1921.

## Le château de Lituanie en littérature
La description la plus détaillée de la structure interne de la prison se trouve dans les essais de Nikolaï Leskov : Samedi saint en prison et Derrière les portes de la prison, publiés dans L'Abeille du nord en 1862.
Une des sources les plus intéressantes sur le sujet est le roman de Vsevolod Krestovski : Les Taudis de Saint-Pétersbourg (it) écrit en 1864-1866. L'écrivain a personnellement rassemblé des sources pour ce roman, pénétrant dans les repaires les plus secrets des escrocs et en s'aidant des connaissances du légendaire inspecteur de police Ivan Poutiline (ru).

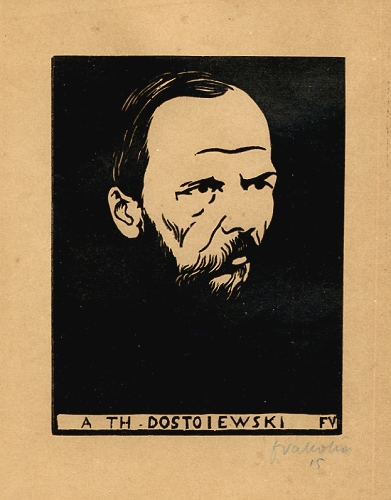
Félix Vallotton A., F. Dostoievski

Fiodor Dostoïevski a utilisé, dans ses essais de l'année 1876, des informations qu'il a glanées lors de sa visite du département des criminels encore mineurs en mai 1874. Ce département existait au château de Lituanie depuis 1871, et il n'a été transformé en établissement spécialisé indépendant qu'en décembre 1875. Avant cette réorganisation, il n'y avait pratiquement pas de différence entre la prison pour mineurs et la prison pour prisonniers ordinaires. Le jeunes délinquants communiquaient librement avec les adultes, il n'existait pas d'études et de travail éducatif pour les mineurs, des habitudes perverses se développaient chez les adolescents en contact avec les adultes. L'essai de Dostoïevski s'intitulait Colonie de délinquants juvéniles. Des individus sinistres. Transformer les âmes perverties en âmes immaculées.
Dans son Journal d'un écrivain, Fiodor Dostoïevski écrit à propos de l'année 1876 :

« Il y a dans la colonie quelques enfants venus de l'ancienne prison de Litovsk, maintenant supprimée (section des mineurs). J'ai visité cette prison il y a deux ans et j'ai vu ces garçons. Plus tard, j'ai appris de source tout à fait digne de foi que la dépravation était inouïe dans cette prison, que les vagabonds qui arrivaient là sans être contaminés avaient tout d'abord cette dépravation en horreur, puis s'y soumettaient presque malgré eux ; à cause des moqueries de leurs camarades sur leur chasteté. »

Le futur écrivain Vladimir Korolenko s'est trouvé parmi les prisonniers du château de Lituanie. En 1879, il est arrêté à cause de ses liens avec les Narodniki et pour la diffusion de tracts imprimés dans une imprimerie clandestine. Après plusieurs mois de séjour dans le château de Lituanie, Korolenko est condamné et exilé dans le gouvernement de Viatka. En 1932, il publie Cahier de l'année 1879, tenu par son auteur dans les lieux d'enfermement où il était passé. Dans les dernières années de sa vie (1906-1921), Korolenko a travaillé à une grande autobiographie Histoire de mes contemporains, dans laquelle il intitule un chapitre entier Dans le château de Lituanie décrivant son séjour dans cette prison.

## Le château de Lituanie en peinture
La première représentation du château de Lituanie tel qu'il était en 1789 est l'œuvre du peintre Karl Knappe (ru), de l'académie des beaux-arts de Saint-Pétersbourg. Sur ce tableau, le château est représenté dans son aspect original tel que réalisé par Ivan Starov.

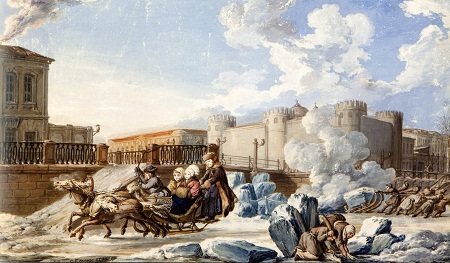
Karl Friedrich Knappe (de), La Moïka au château de la Prison, 1798, Saint-Pétersbourg
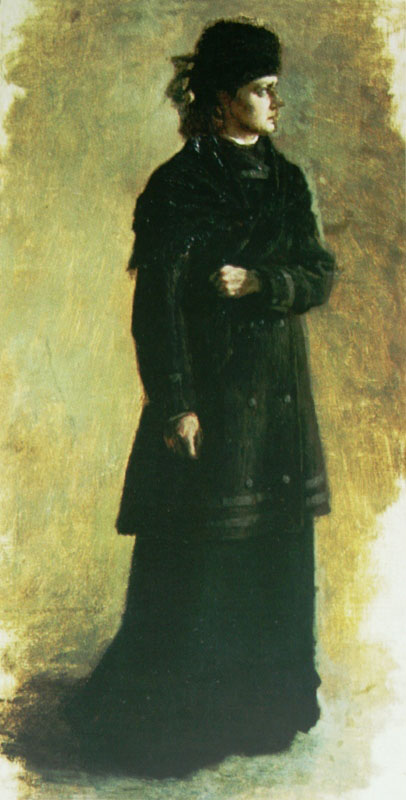
Nikolaï Iarochenko, La Terroriste, 1879, étude pour le tableau Le château de Lituanie (disparu)
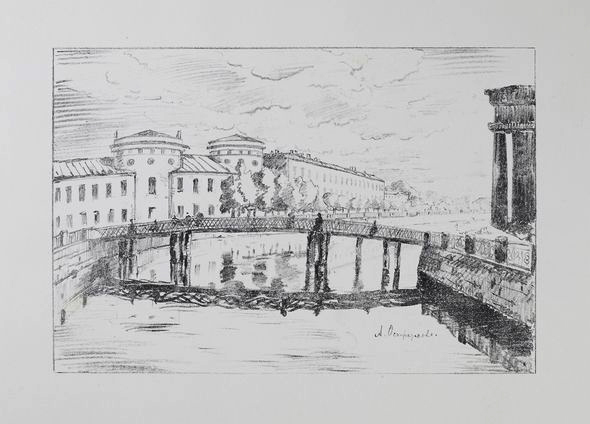
Anna Ostroumova-Lebedeva, lithographie du château de Lituanie, 1922

En 1881, Nikolaï Iarochenko a terminé son tableau lié au Château de Lituanie et dont l'esquisse est intitulée La Terroriste. Le sujet du tableau a été inspiré par le procès de Véra Zassoulitch, responsable d'une tentative d'assassinat sur la personne du gouverneur de Saint-Pétersbourg Fiodor Fiodorovitch Trepov et qui, à la surprise de tous, a été acquittée par le jury populaire. Le tableau a été présenté à la IXe exposition des Ambulants le même jour que l'assassinat d'Alexandre II, le 1er mars 1881. Ce tableau a provoqué un scandale et a été retiré de la salle d'exposition. L'auteur du tableau (Iarochenko qui était peintre mais aussi officier d'artillerie) a été mis en résidence surveillée pendant une semaine et le ministre de l'Intérieur de l'Empire russe Mikhaïl Loris-Melikov est venu l'interroger pour les besoins de l'enquête. La revue Les Nouvelles russes rapporte toutefois l'existence d'un second tableau qui a disparu dont le sujet était le château de Lituanie lui-même avec deux personnages : une jeune fille (dont La Terroriste est une esquisse) et une sentinelle. Mais ce tableau a disparu après avoir été retiré du catalogue.
En 1879, Vladimir Korolenko, qui était détenu au château de Lituanie a reproduit sa cellule de prison. Ces dessins de l'écrivain étaient fort appréciés et particulièrement par l'historien russe des prisons Mikhaïl Gernet (en).
Au début du XXe siècle, le château de Lituanie a été repris comme sujet d'une série d'aquarelles et de lithographies par Anna Ostroumova-Lebedeva.
Les évènements liés à la révolution de février 1917 ont fait l'objet de nombreuses œuvres graphiques représentant par exemple la prise et la dévastation du château de Lituanie lors de cette révolution.

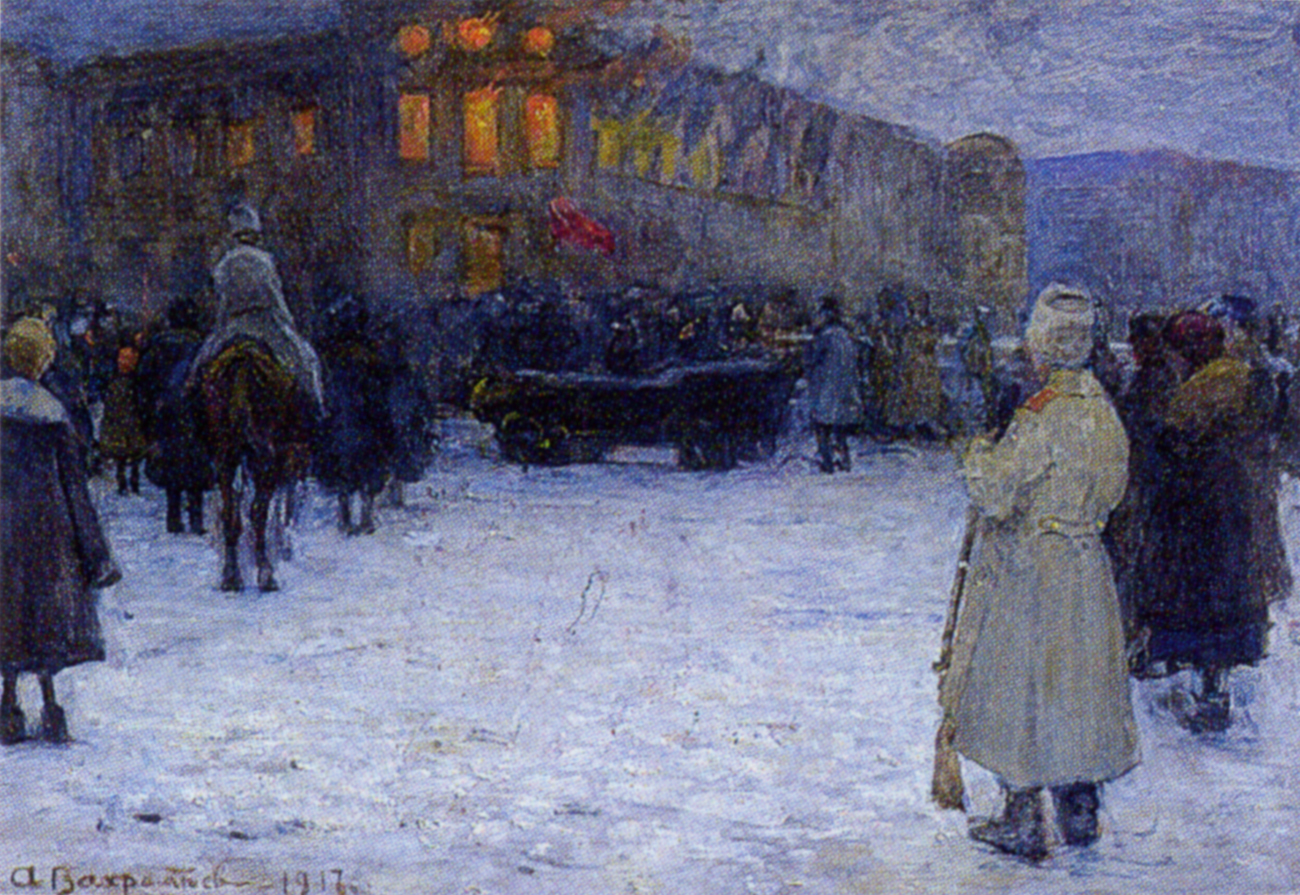
Alexandre Vakhrameïev, L'incendie du Château de Lituanie, 1917, Musée russe

Les tableaux les plus intéressants sont ceux d'Alexandre Vakhrameïev (Incendie du Château de Lituanie, 1917, Musée russe) et d'Alexandre Fiodorovitch Belyi (Manifestation au château de Lituanie en 1917, 1926, Musée d'histoire politique de la Russie (en)). Avec différents degrés de fiabilité, d'autres artistes ont dépeint la prise du château et sa dévastation : Valerian Chtcheglov (ru) (1901-1984) et Ivan Vladimirov (ru) (1870-1947).
De 1917 à 1920, s'est poursuivie la période de représentation du château dévasté et en ruine. L'une des images les plus poétiques est celle d'Alexandre Benois, qui représente le château du côté du pont de Matveïev (ancien pénitencier).
Ivan Vaouline (1887-1937) est l'auteur d'une série de dessins Le Vieux Péterbourg au pastel, charbon et crayon dont certains reprennent le thème du château de Lituanie. En 1930, sous l'égide du conseil de la société Le Vieux Peterbourg-nouveau Leningrad s'est tenue une exposition des travaux de Vaouline dans les locaux de l'Académie de peinture. Ces travaux n'ont pas acquis une plus grande notoriété du fait que l'artiste a été réprimé par le NKVD en 1937 et que ses œuvres ont été confisquées.
Pavel Chillingovski, peintre de l'académie de peinture, a créé une série de dessins et d'aquarelles du château de Lituanie, qui peut être reliée à une autre série intitulée Ruines de la révolution. Le Musée russe de Saint-Pétersbourg conserve cette série. Sur la base de ces dessins, le peintre a réalisé un album de dix gravures sur bois intitulé : Peterbourg. Ruines et renaissance (1921—1923).

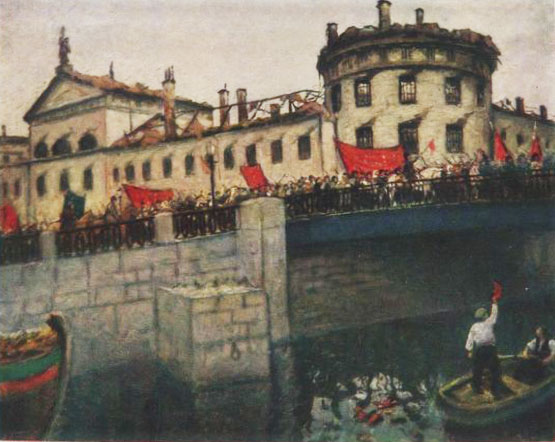
A. F. Beli. Manifestation au château de Lituanie en 1917. Réalisé en 1926.
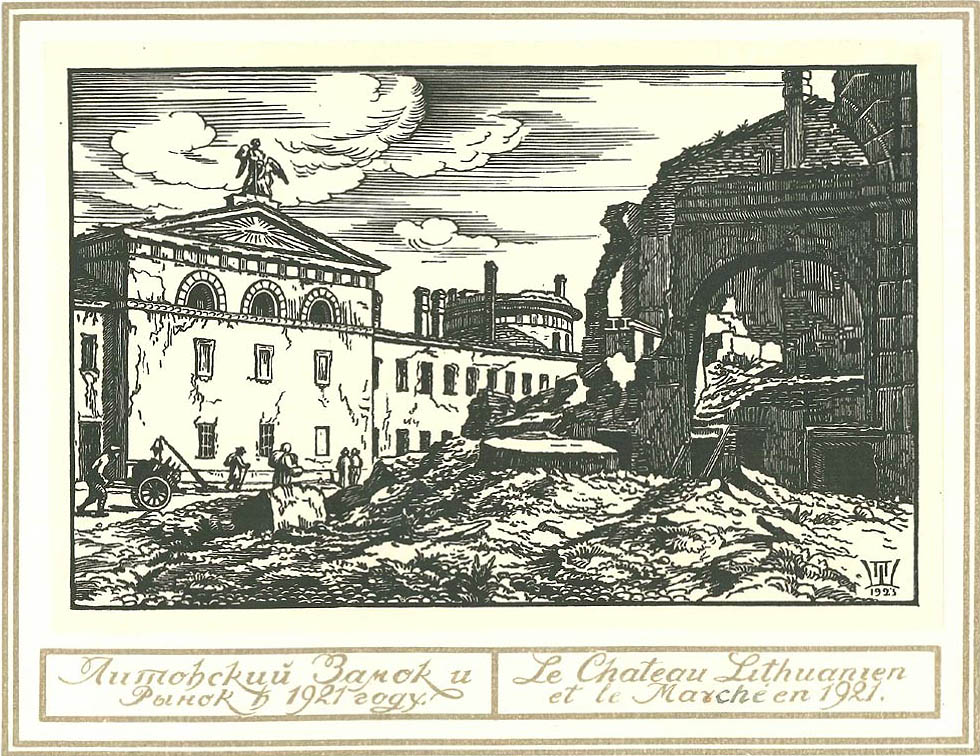
Pavel Chillingovski, Château de Lituanie 1921
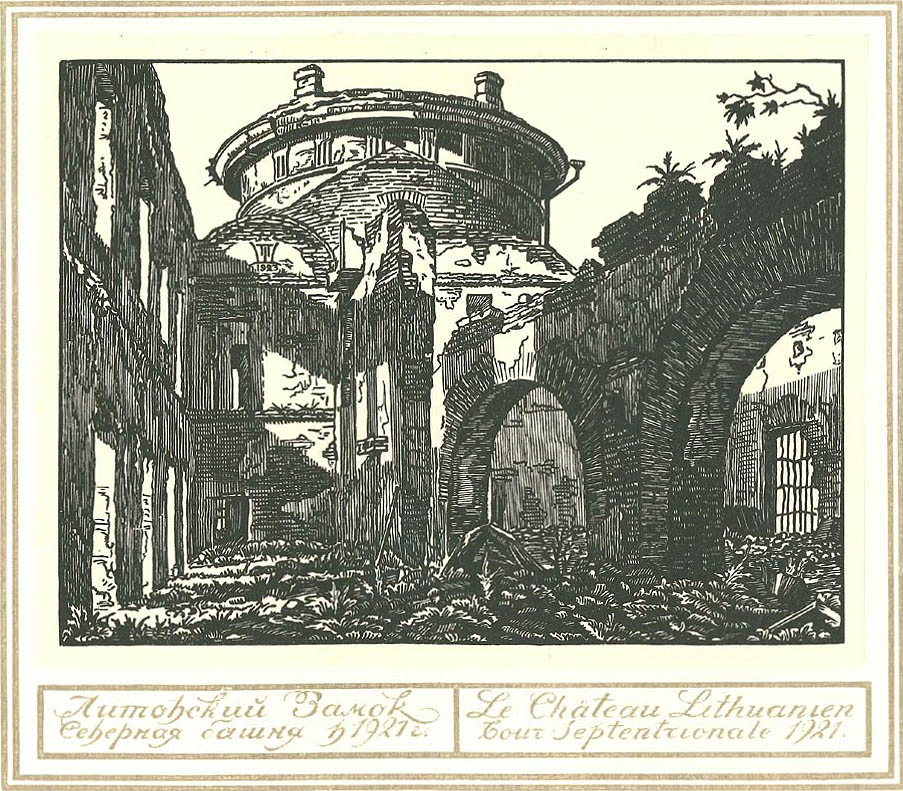
Pavel Chillingovski, Château de Lituanie 1921
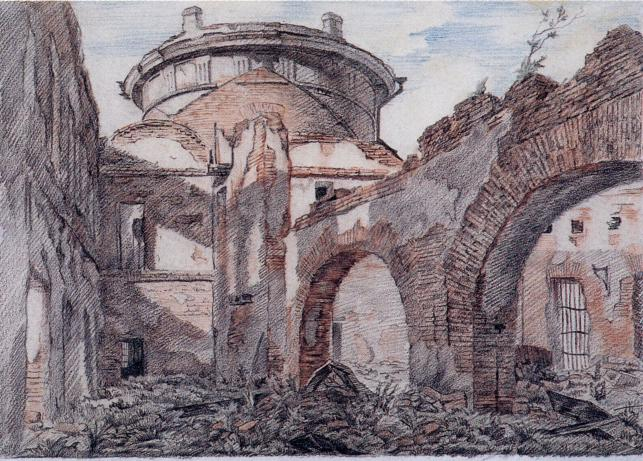
Pavel Chillingovski, Château de Lituanie 1922.
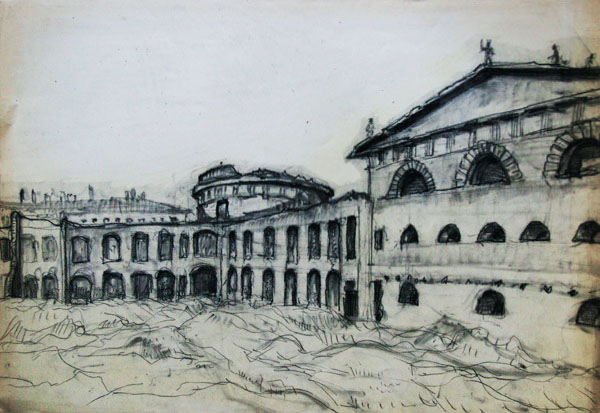
I. Vaouline. Série Château de Lituanie. Année 1920
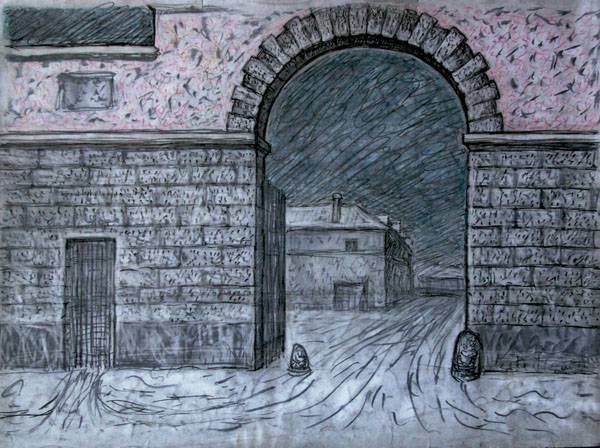
I. Vaouline. Série Château de Lituanie. Année 1920
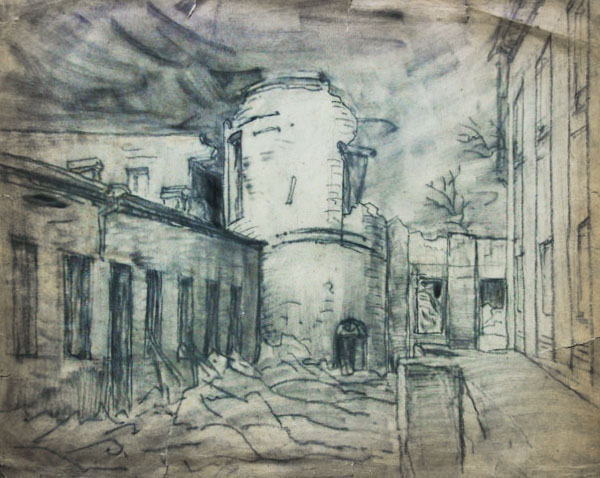
I. Vaouline. Série Château de Lituanie. Année 1920
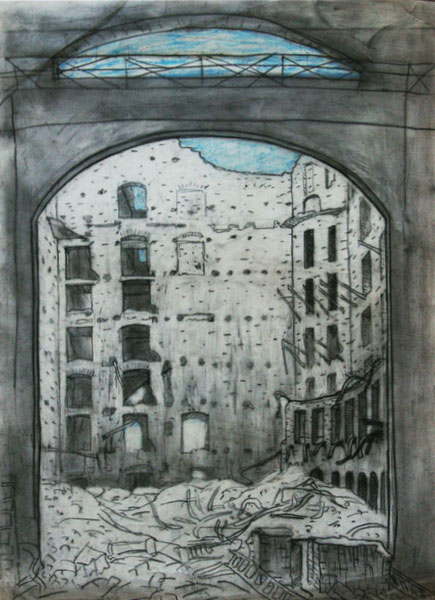
I. Vaouline. Série Château de Lituanie. Année 1920
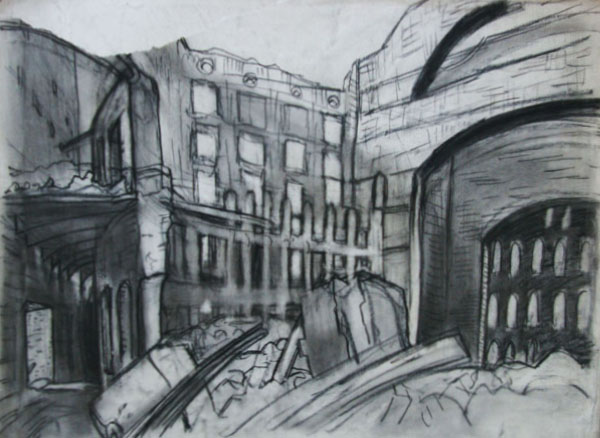
I. Vaouline. Série Château de Lituanie. Année 1920